# 里奇蘭鎮區 (內布拉斯加州桑德斯縣)
里奇蘭鎮區（英語：Richland Township）是位於美國內布拉斯加州桑德斯縣的一個行政鎮區。

## 地方資料
里奇蘭鎮區的面積為93.84平方千米，皆為陸地。根據2020年美國人口普查的數據，當地共有人口1339人，而人口密度為每平方千米14.27人。